# Волюбилис
Волюбилис (Volubilis) — город, который был расположен на юго-западе Римской империи. Его развалины расположены в Марокко у города Мулай-Идрис, в 35 км к северу от автомагистрали A2 между Фесом и Рабатом (съезд на Мекнес). С 1997 года находится под охраной ЮНЕСКО как памятник Всемирного наследия.

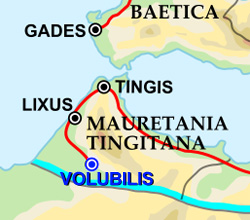

Время возникновения Волюбилиса теряется во мгле веков. Поселение на его месте существовало со времён неолита. В III в. до н. э. город принадлежал  Карфагену. На рубеже тысячелетий Волюбилис становится крупным центром эллинистической культуры Мавретанского царства, которым правил Юба II. После убийства в 40 году царя Птолемея город вошёл в состав империи как центр провинции Мавретания Тингитанская.
Название означает на латыни «щедрость», намекая на плодородие почвы. Основные строительные работы в Волюбилисе велись во II веке. Тогда был построен форум с базиликой и проложен акведук. Хорошо сохранилась триумфальная арка (217) в честь эдикта Каракаллы. Вскоре после её строительства римские магистраты перебрались в Танжер. Последующая история Волюбилиса плохо освещена древними авторами.
Из археологических раскопок, которые велись в Волюбилисе французскими учёными с 1915 года и возобновились в XXI веке, следует, что античный город был разрушен землетрясением. Был повреждён акведук и жители стали селиться у самой реки. Когда в 788 году в эти места пришёл потомок Мухаммеда — Идрис ибн Абдаллах, он избрал Волюбилис своей первой резиденцией. Согласно обнаруженным в результате раскопок монетам и документам, исламизация города началась до его прибытия. Вместе с тем, четыре надписи на могилах вокруг Триумфальной арки, датируемые 599—655 годами, свидетельствуют о том, что Волюбилис в этот период был христианским городом.
К XI веку Волюбилис был заброшен после того, как резиденция власти была перенесена в Фес. Большая часть местного населения была переведена в новый город Мулай-Идрис-Зерхун, примерно в 5 км от Волюбилиса. 
Арабское селение на месте античного города (поныне известное как Валила) понесло значительный урон во время Лиссабонского землетрясения 1755 года, после чего было окончательно заброшено. Население перебралось в соседний город Мулай-Идрис.

## Галерея

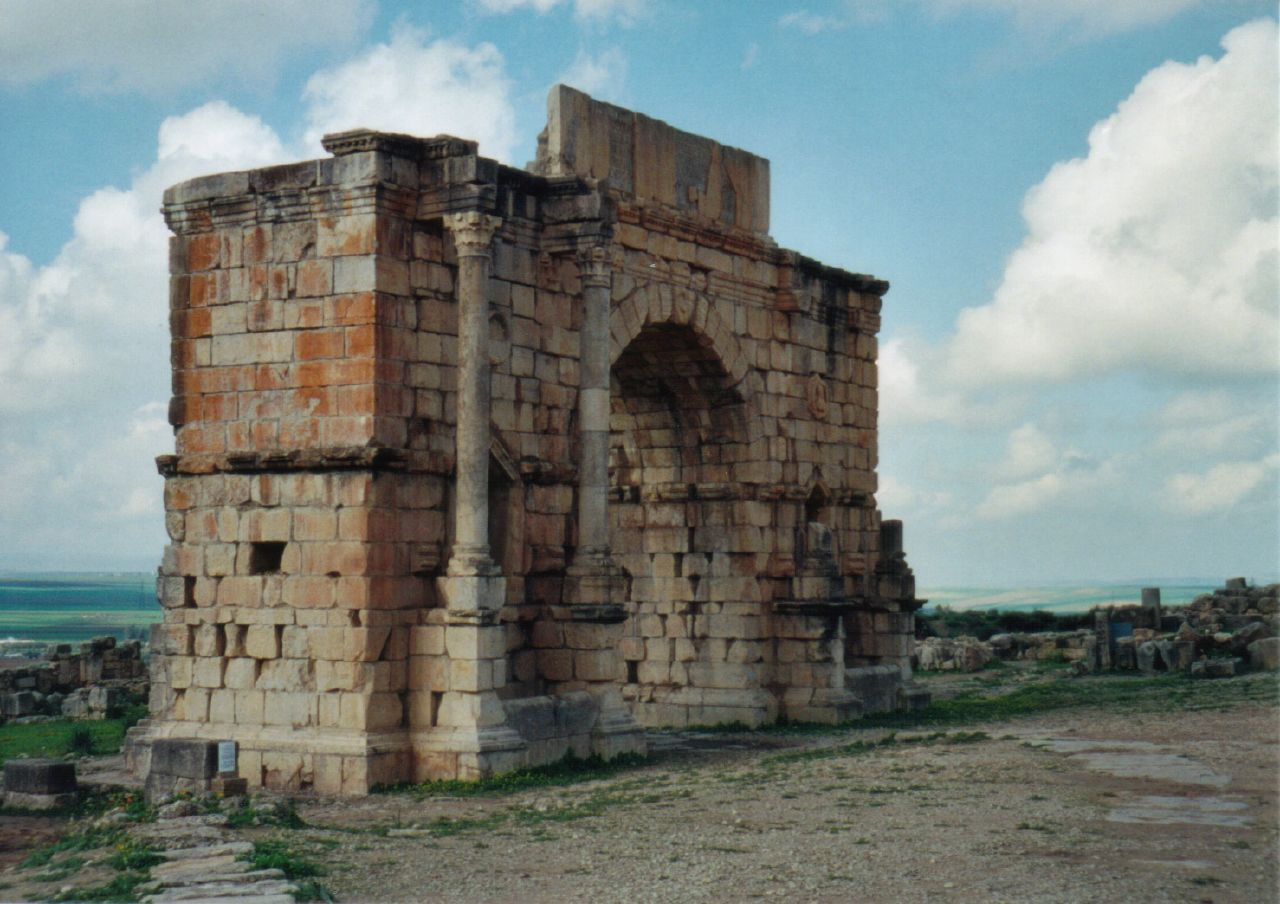
Арка Каракаллы
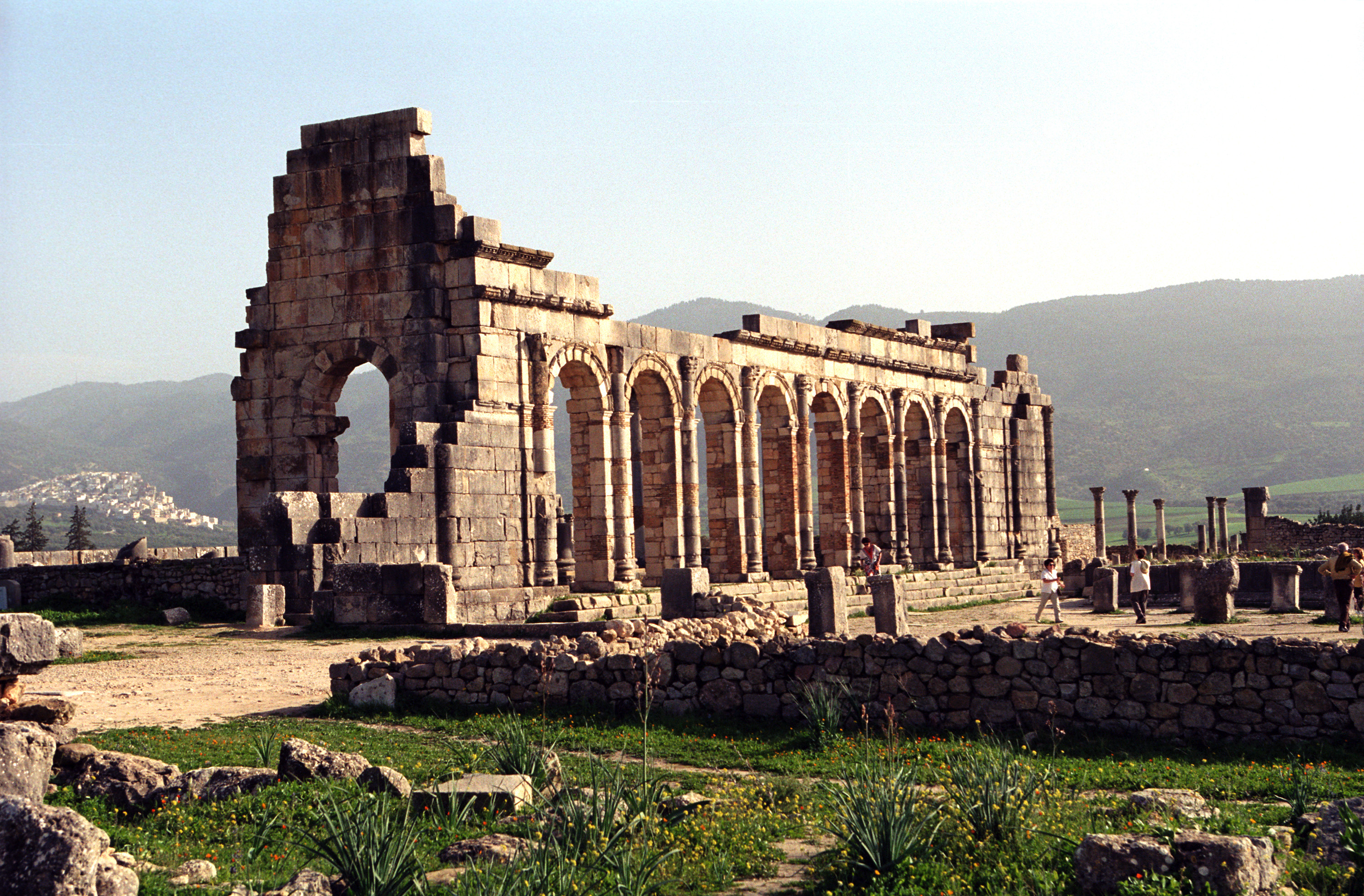
Базилика
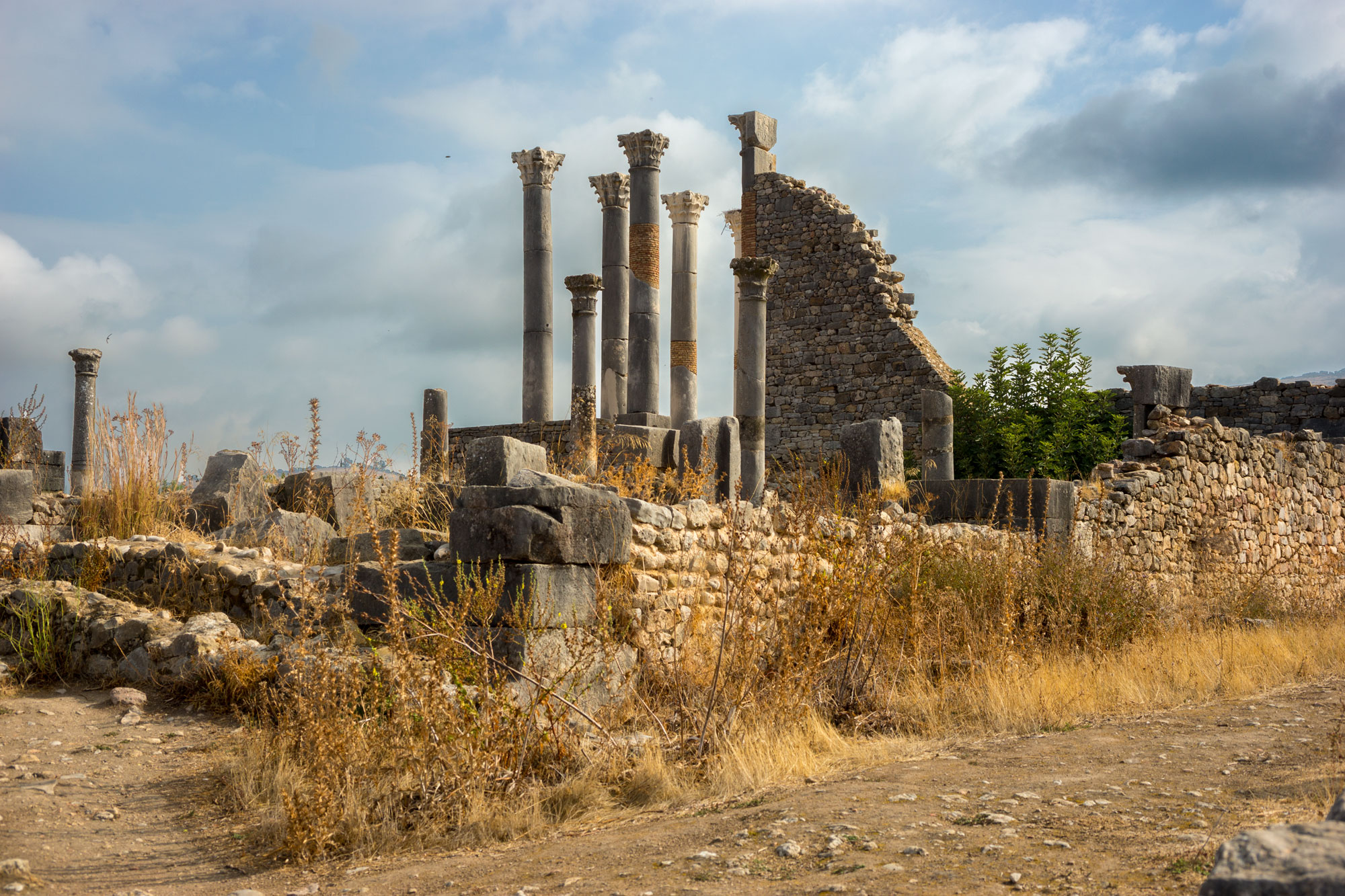
Волюбилис. Дом Орфея
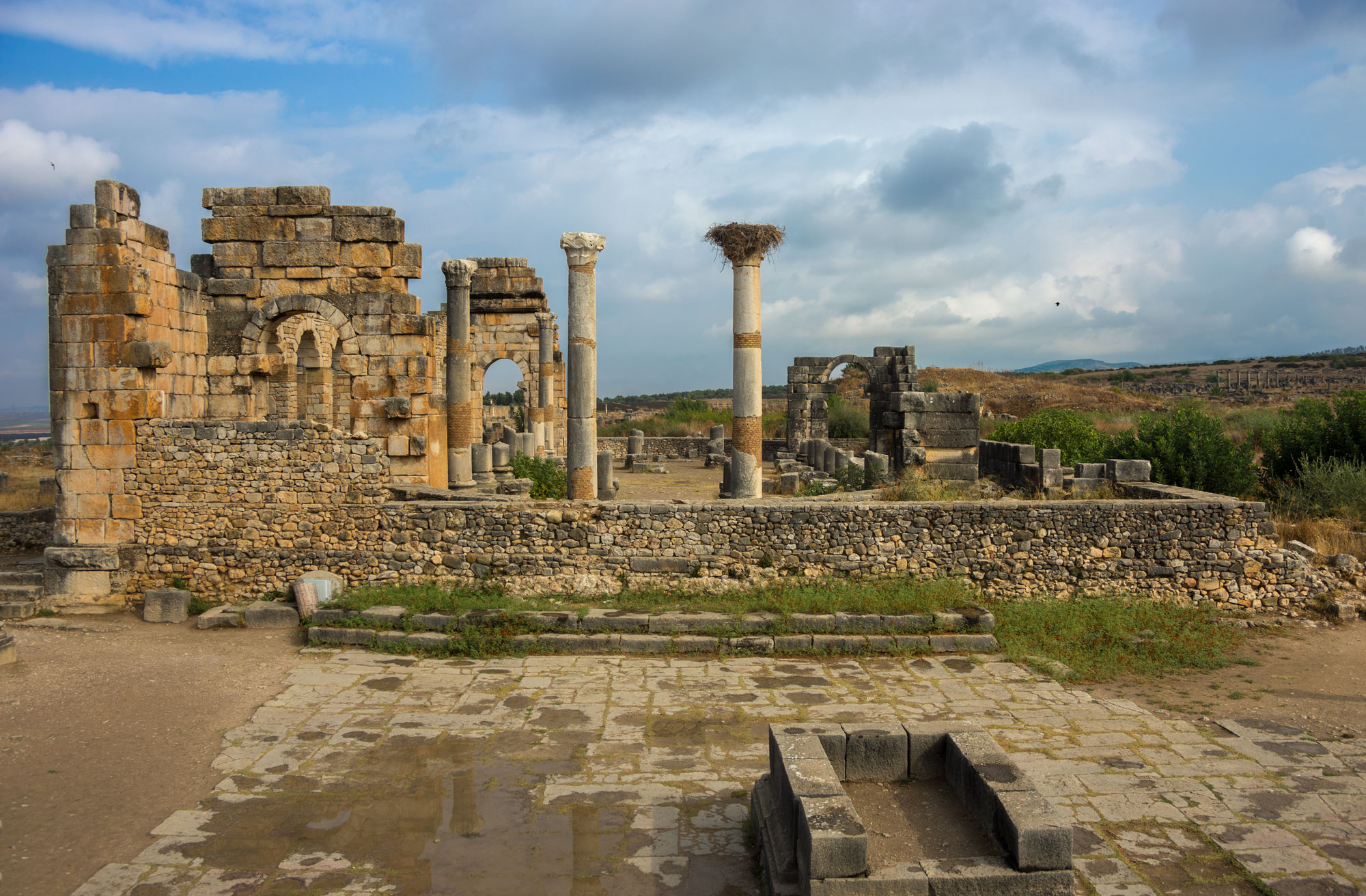
Волюбилис. Развалины форума
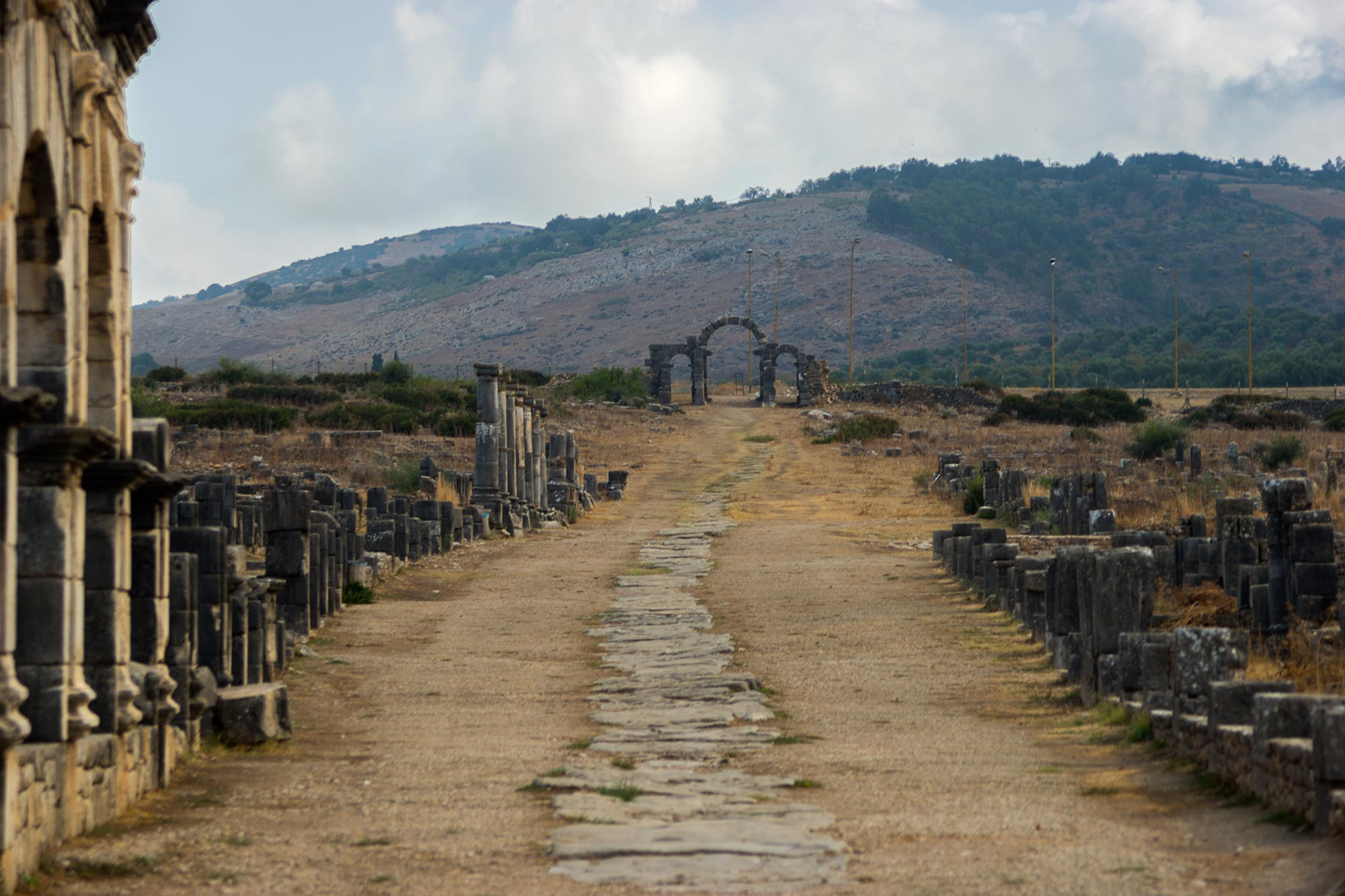
Волюбилис. Городские ворота
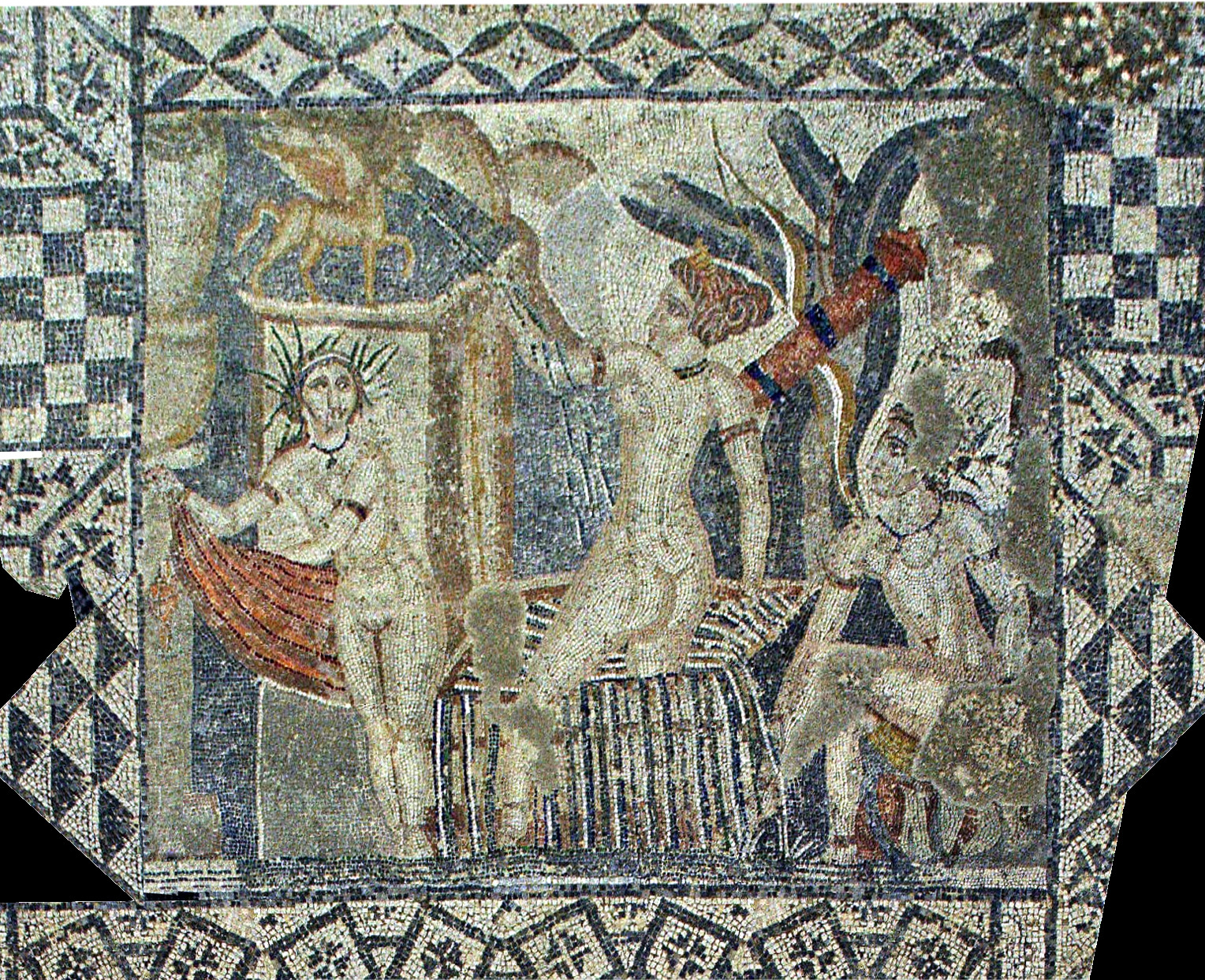
Мозаика «Купание Дианы»
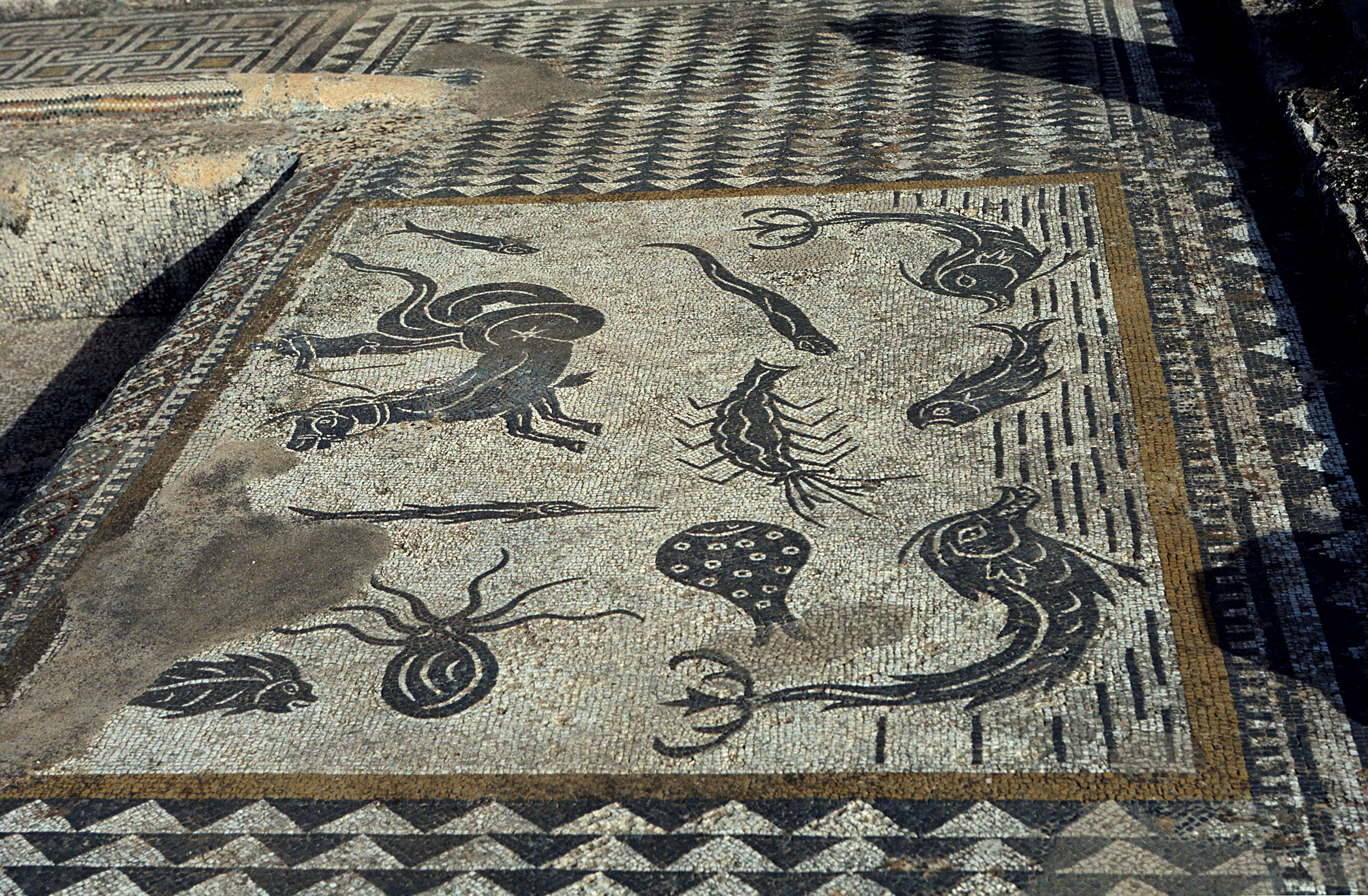
Мозаичный пол купальни

Волюбилис перед его раскопками и реставрацией
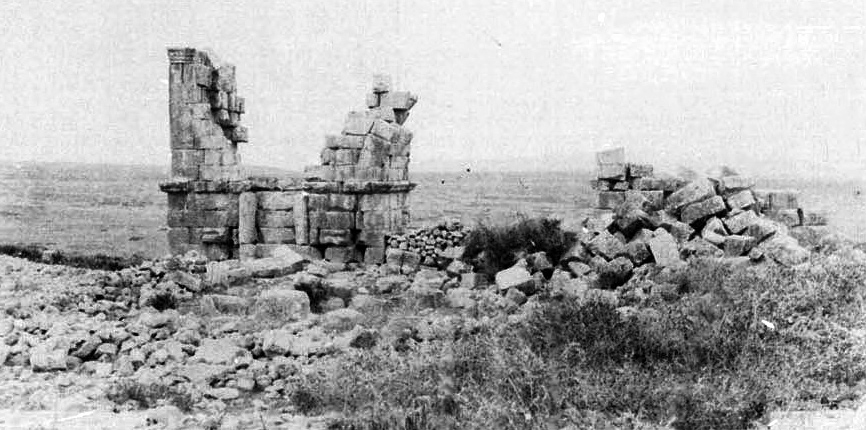
Руины триумфальной арки, сфотографированные в 1887 году Анри Пуассоном де ла Мартинер
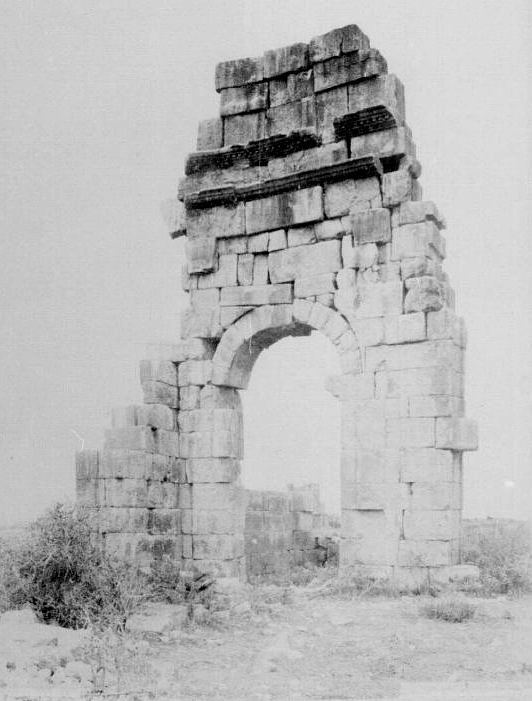
Остатки базилики, как видно в 1887 году до её поздней реставрации

Инфраструктура в Волюбилисе
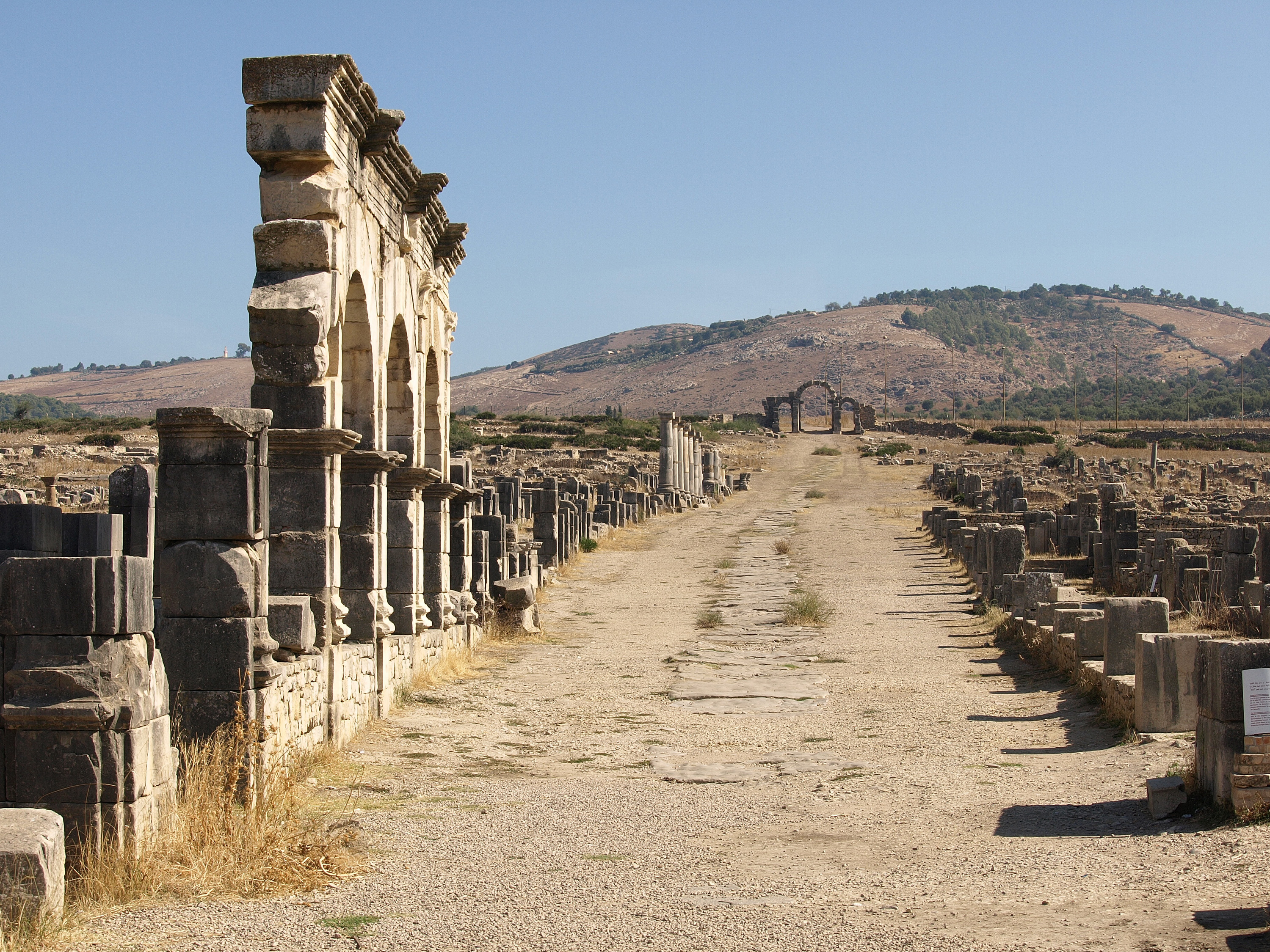
Декуманус Максимус, вид на северо-восток
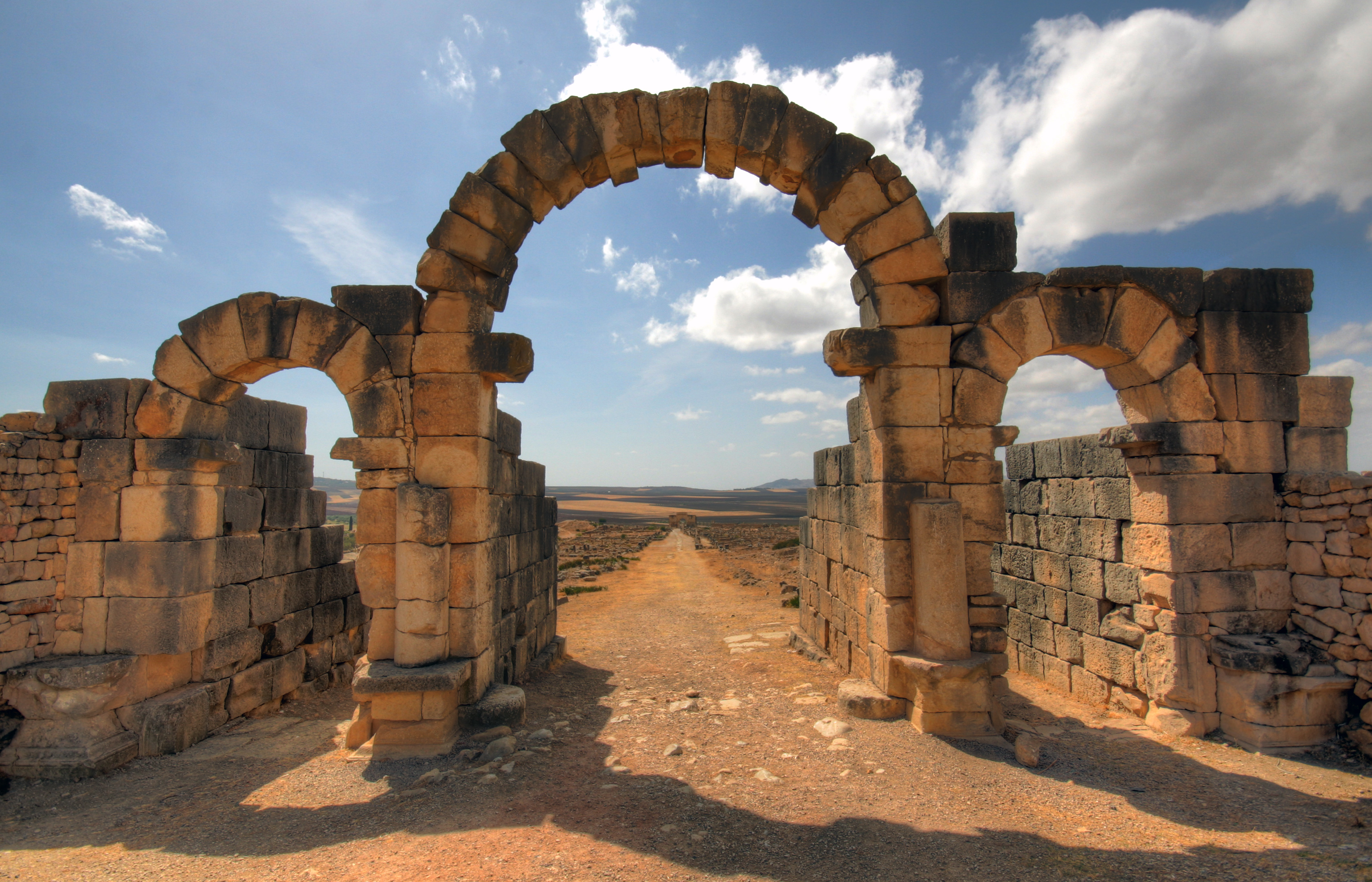
Ворота Тингиса, вид назад на Декуманус Максимус
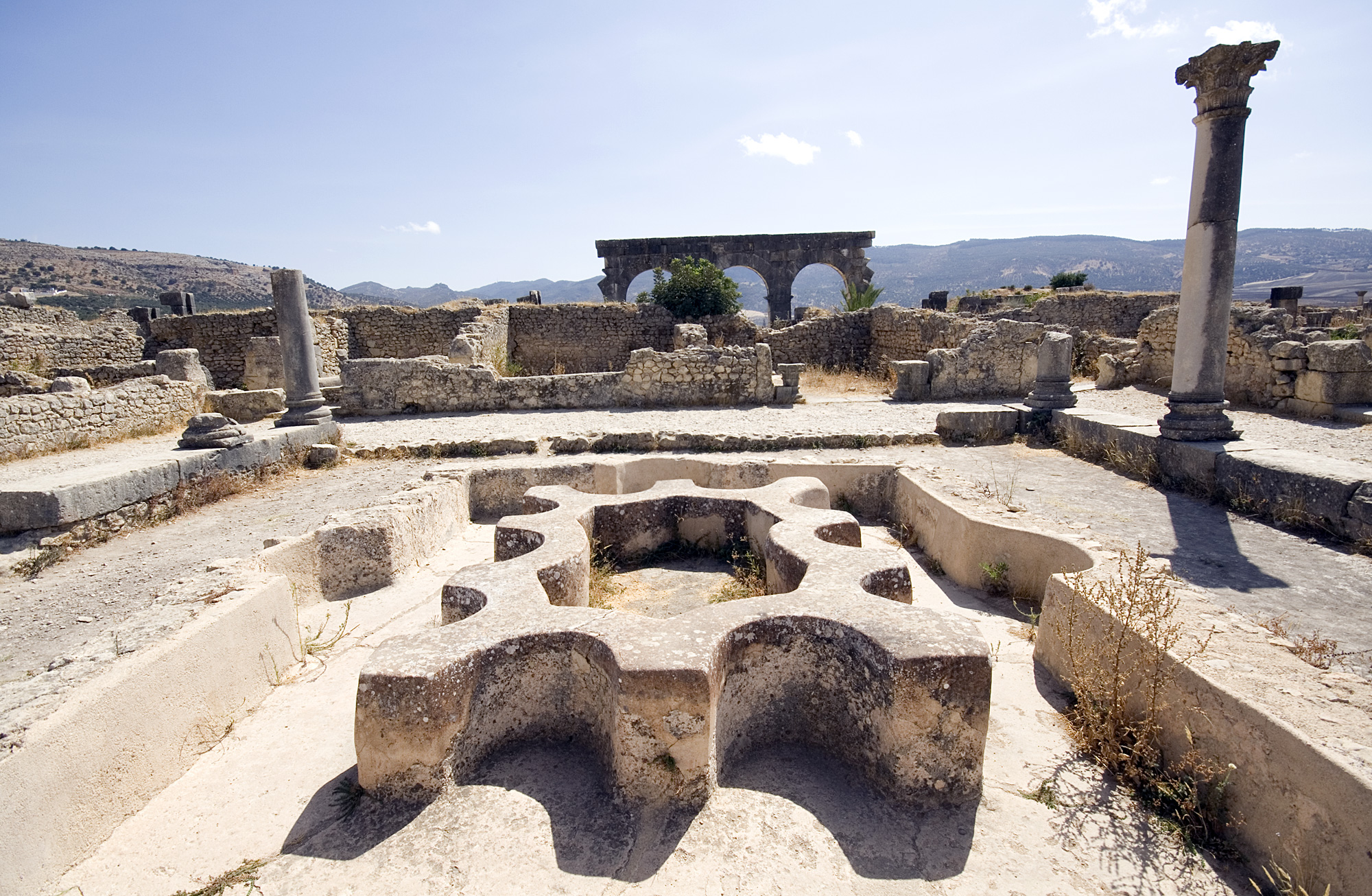
Интерьер северных ванн, питаемых акведуком

Общественные здания в Волюбилисе
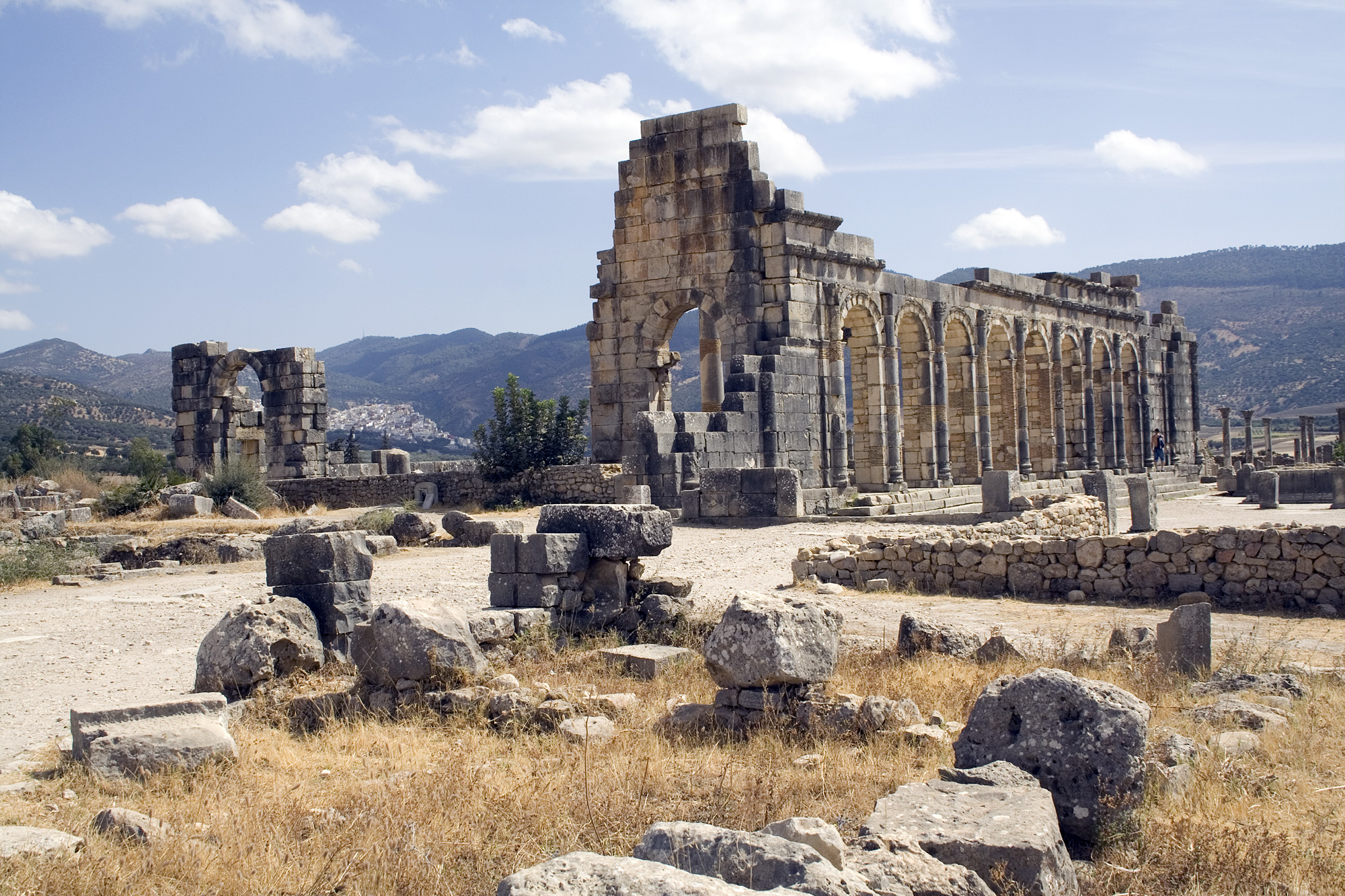
Внешний вид Базилики в Волюбилисе
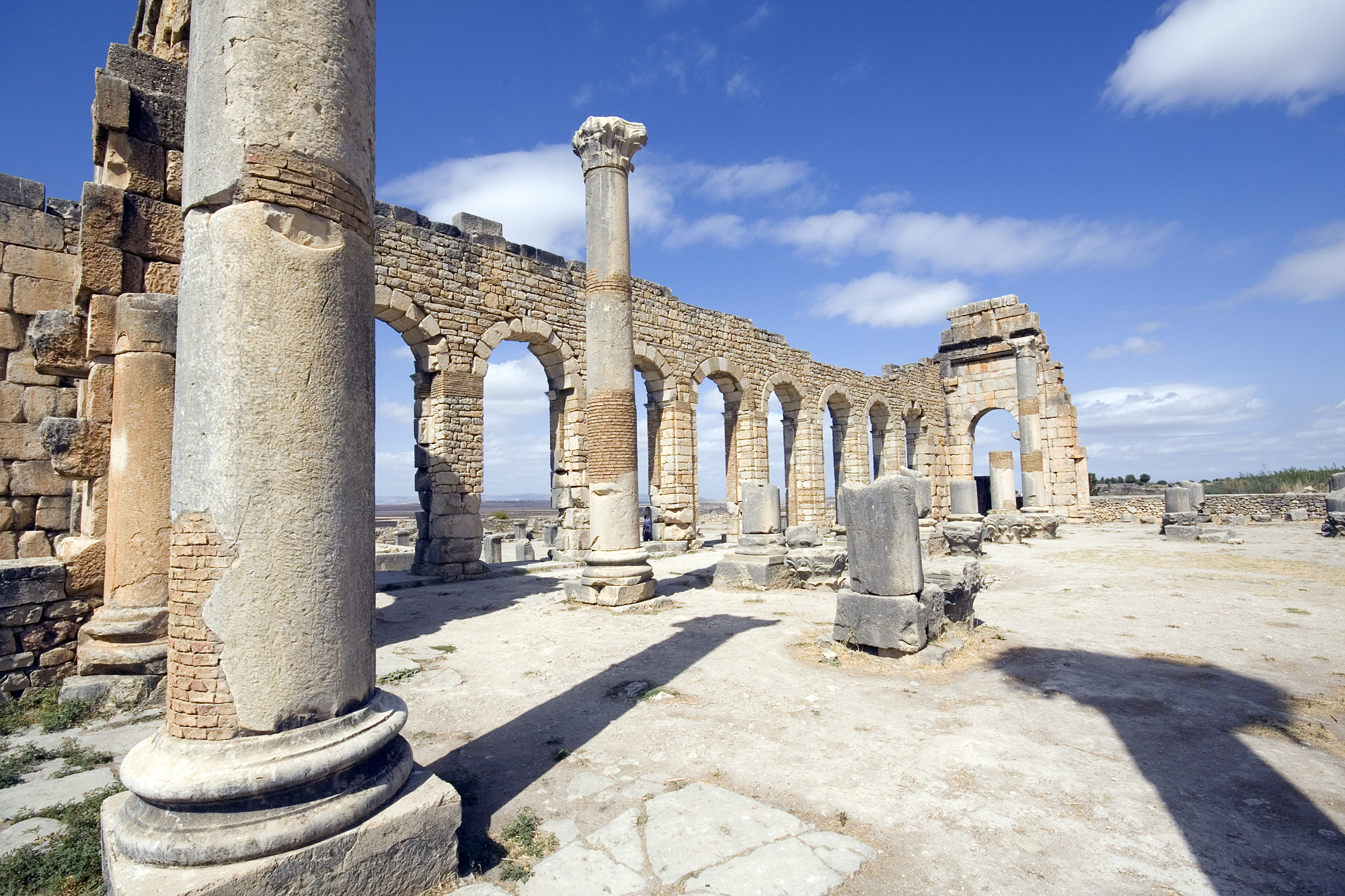
Интерьер Базилики
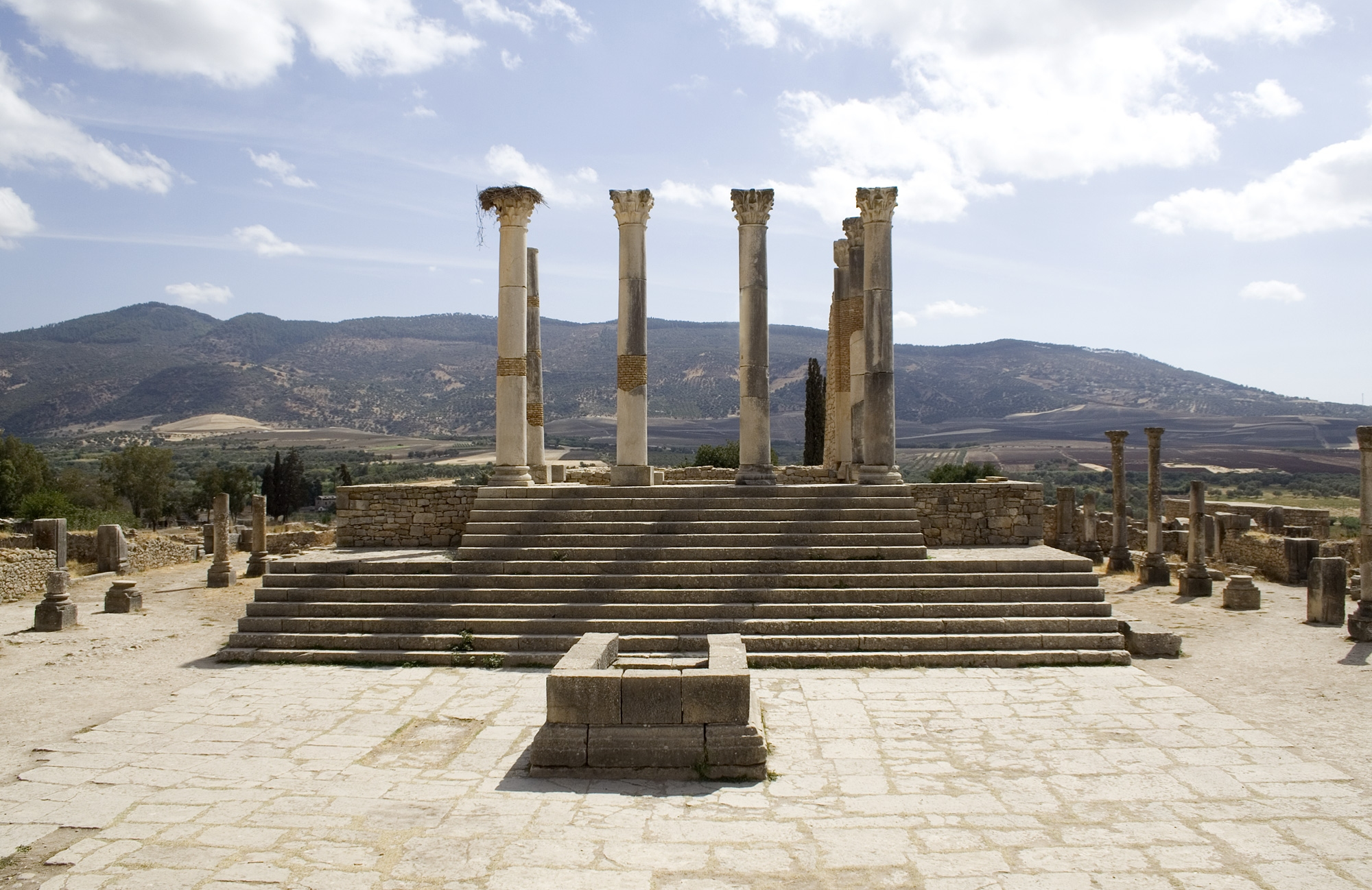
Храм Капитолины

Арка Каракаллы в Волюбилисе
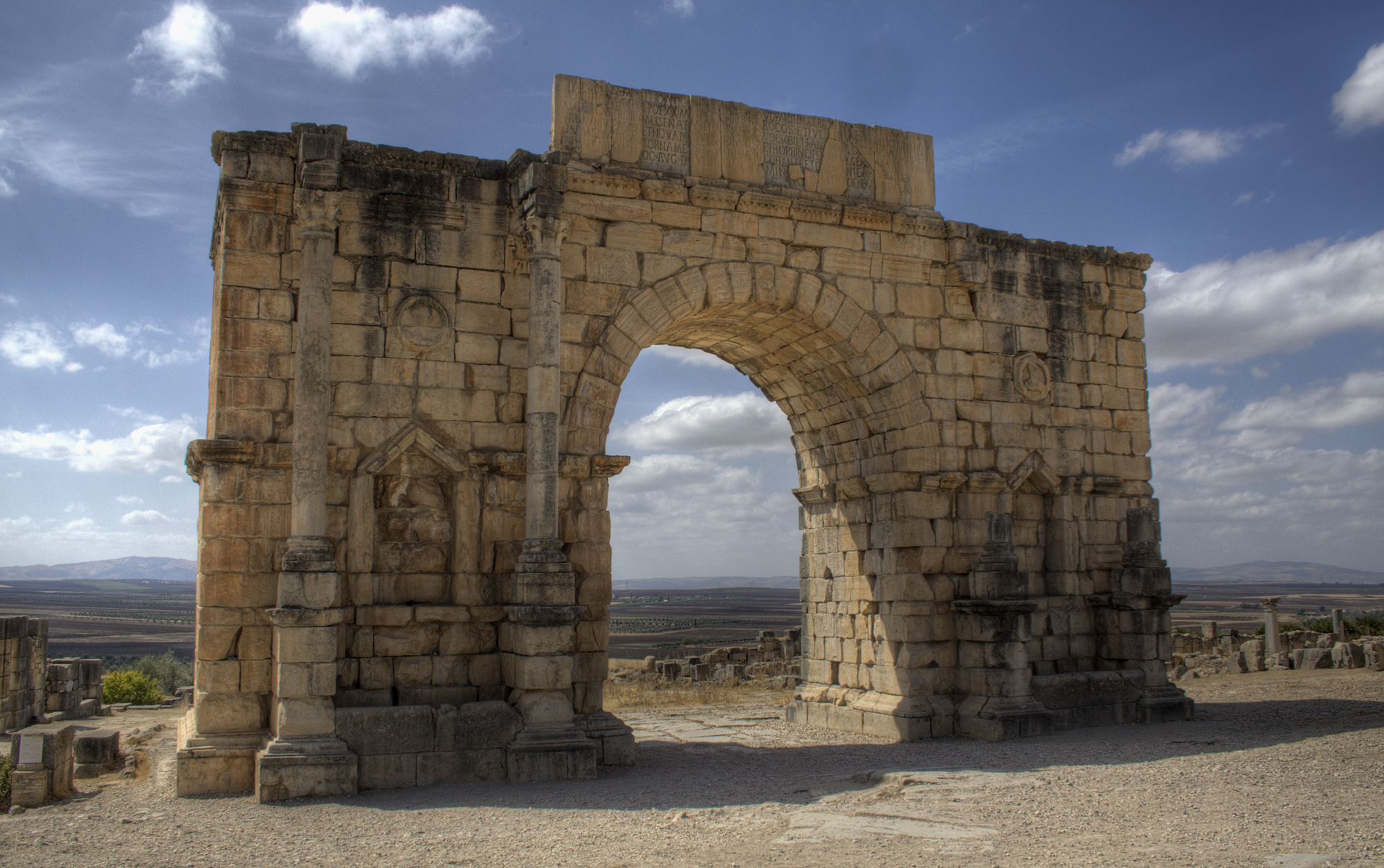
Северная сторона Арки Каракаллы
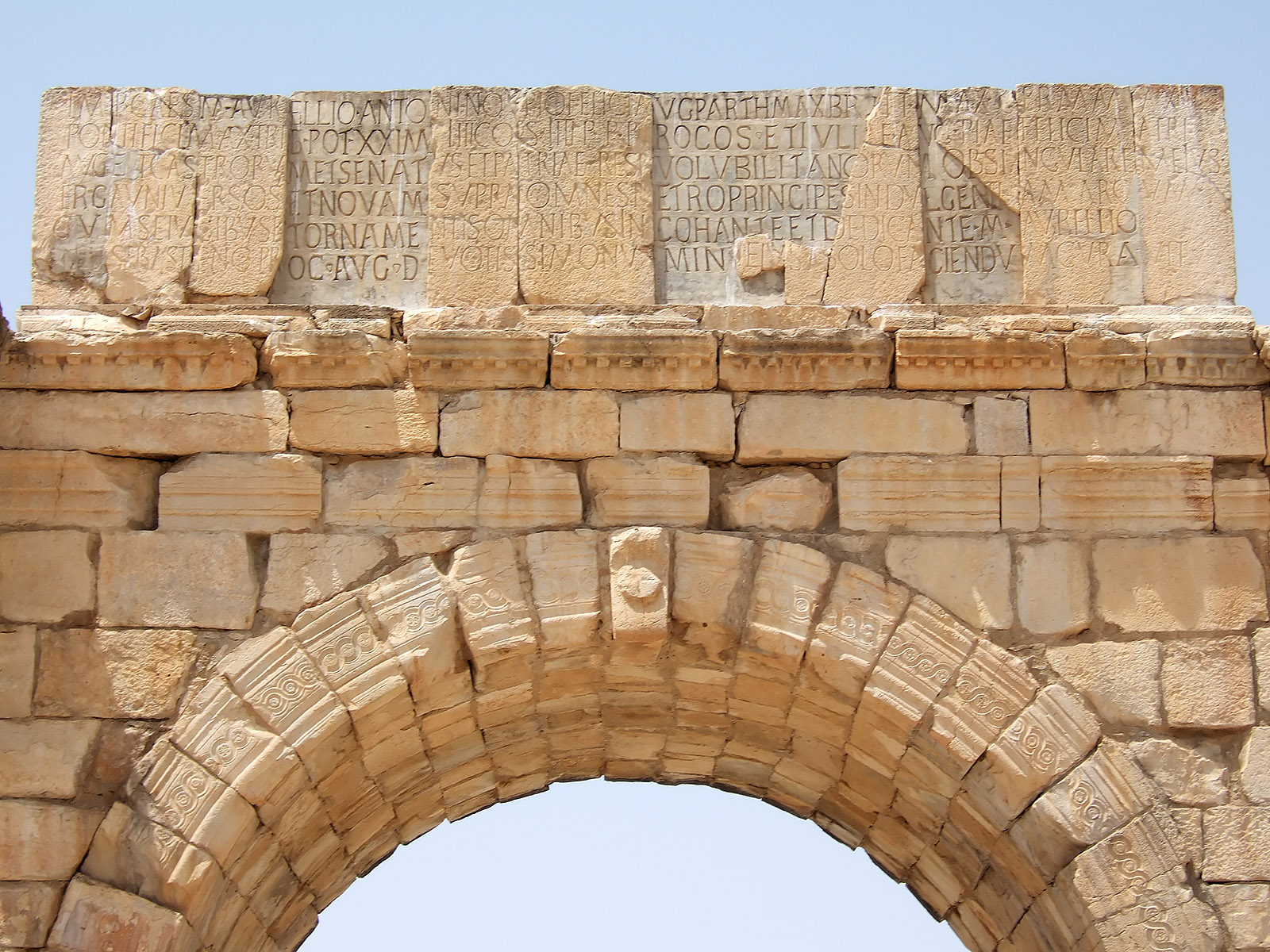
Посвящённая надпись
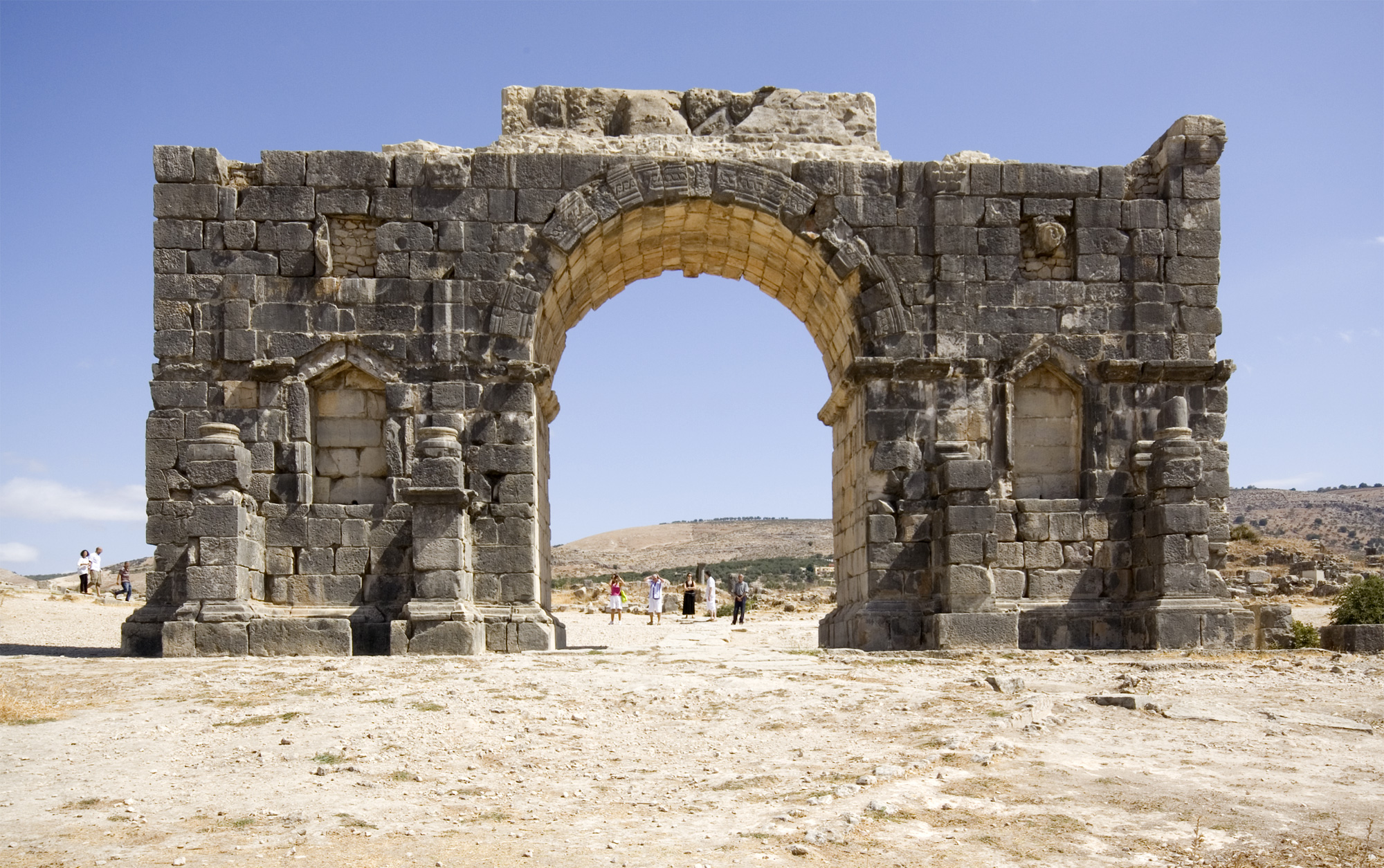
Южная сторона Арки Каракаллы

Мозаики в Волюбилисе
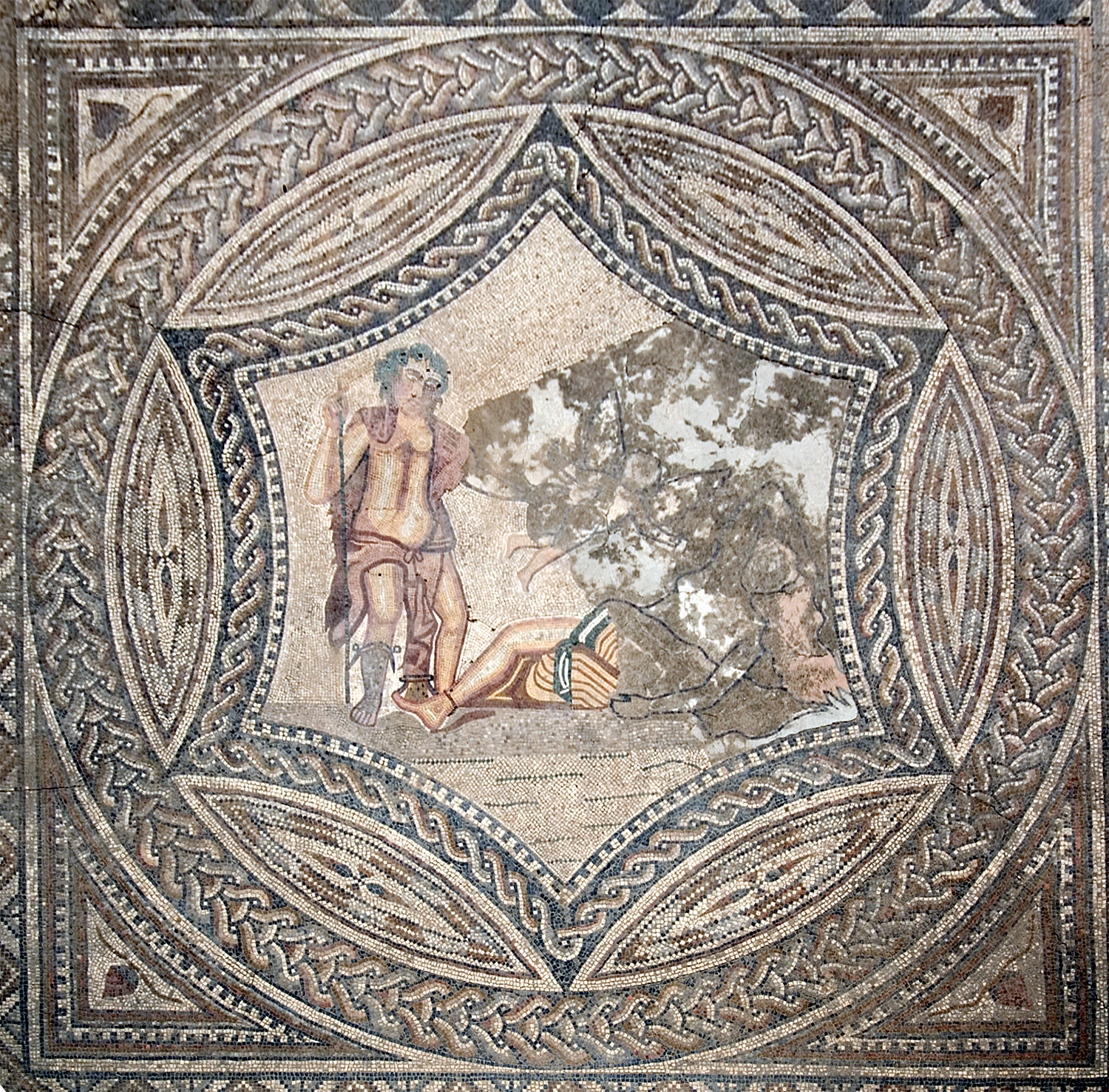
Мозаика Вакха, встречающего спящую Ариадну из Дома Эфеба
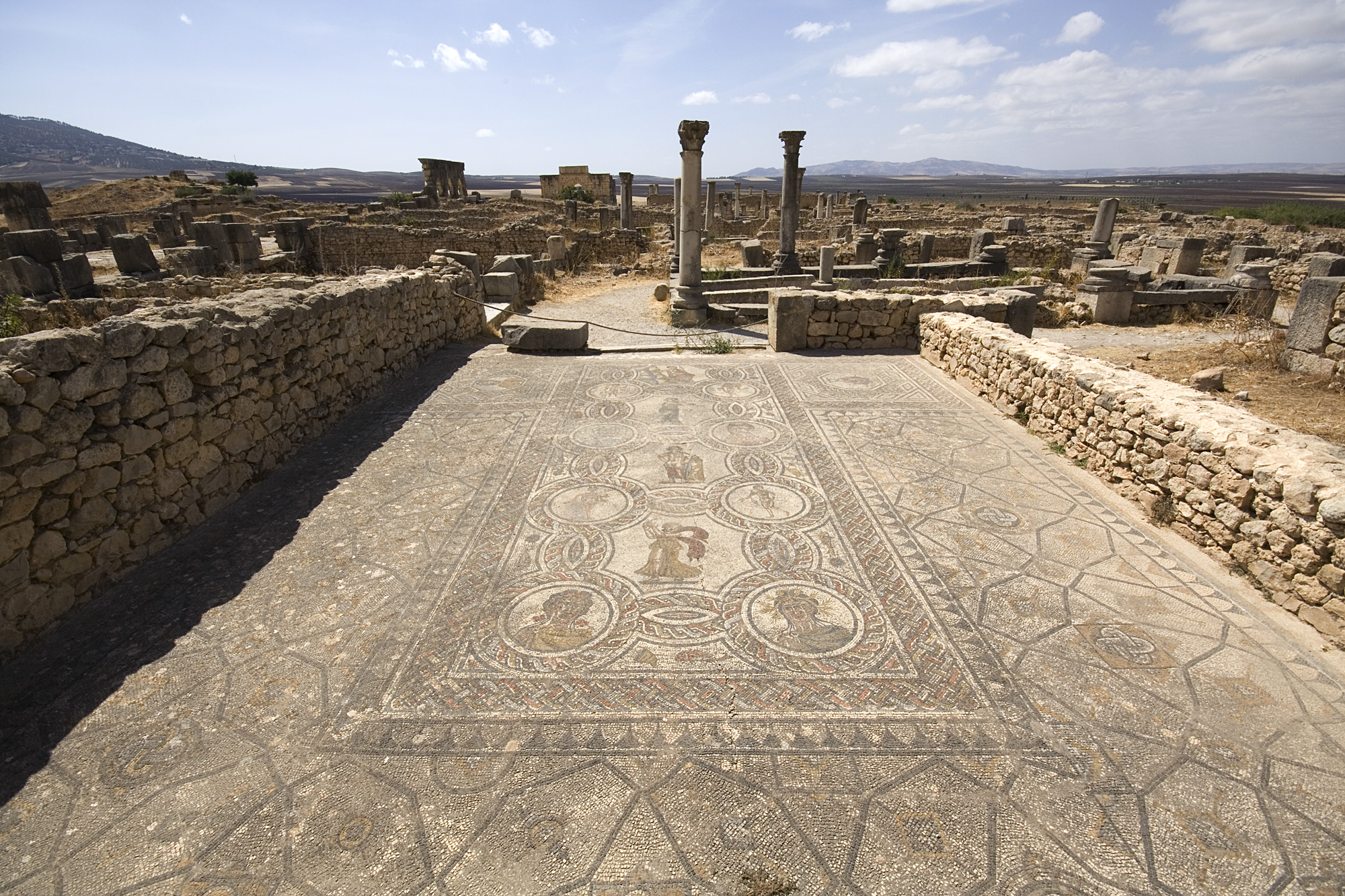
Мозаика четырех сезонов in situ в Доме работ Геркулеса
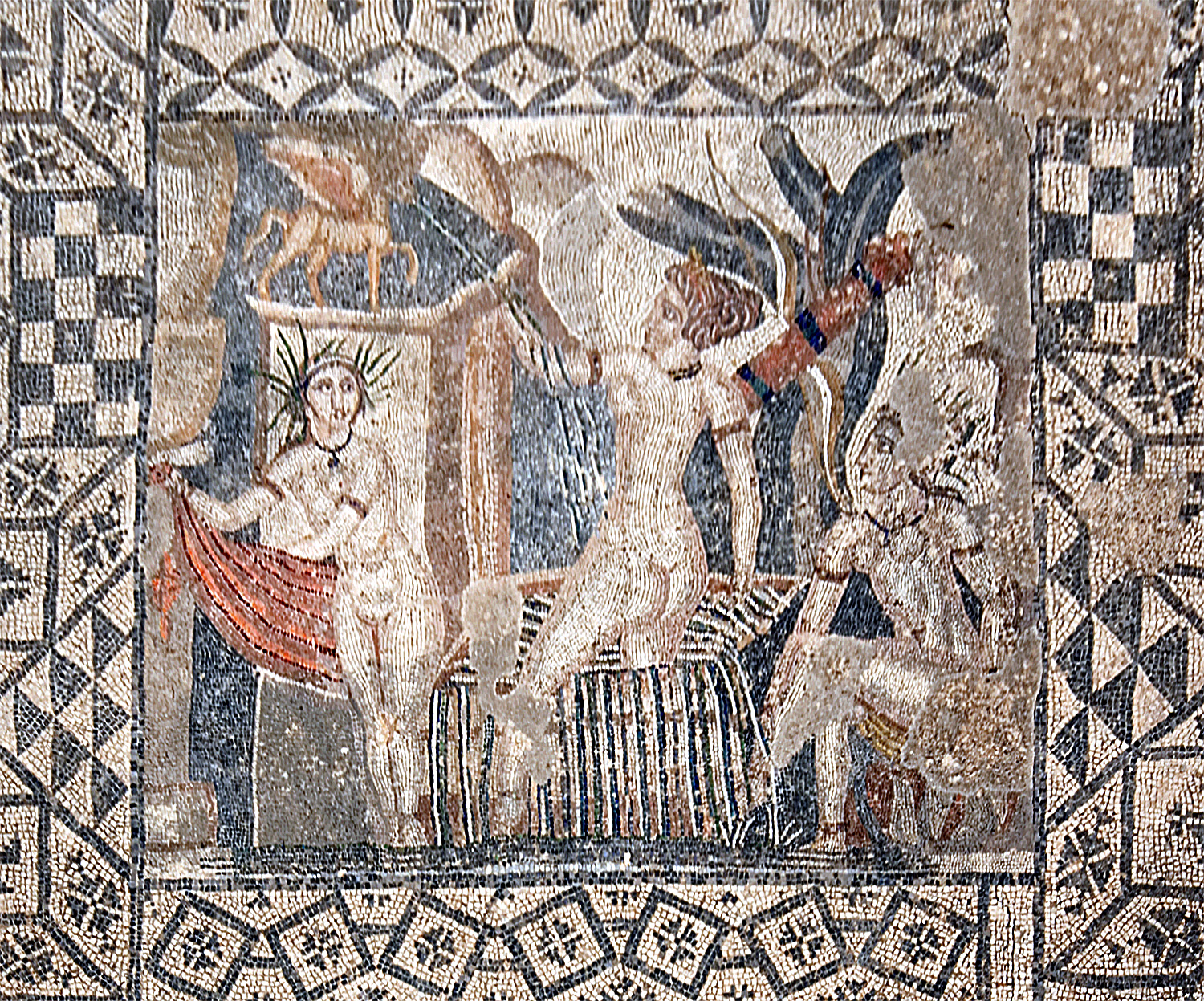
Мозаика Дианы и её нимфу, удивленную Актеоном во время купания, из Дома Венеры